# اختبار العاصبة
.

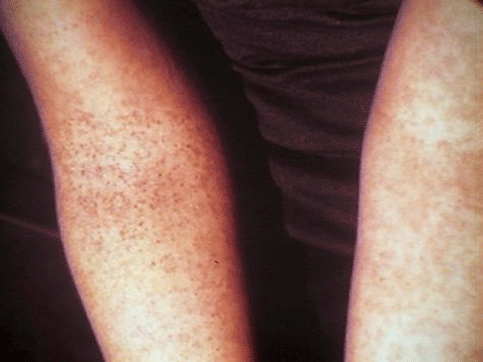
اختبار العاصبة إيجابي في الجانب الأيمن عند مريض حمى الضنك .لاحظ زيادة عدد البقع (الحبرات)

اختبار العاصبة (بالإنجليزية: Tourniquet test)‏ وهو يحدد وجود هشاشة في الشعريات الدموية، ويعتبر طريقة سريرية للتشخيص وتحديد مدى ميل المريض للنزف، وتُقيّم هشاشة جدران الشعيرات الدموية ويستخدم أيضا في التعرف على وجود نقص في الصفيحات (نقص عدد الصفيحات الدموية).
الاختبار جزء من خوارزمية منظمة الصحة العالمية (WHO) لتشخيص حمى الضنك  ، يتم تطبيق كُم جهاز ضغط الدم وينفخ إلى نقطة الوسط بين الضغط الانقباضي وضغط الدم الانبساطي لمدة خمس دقائق.
الاختبار يكون إيجابي إذا كان هناك أكثر من 10 إلى 20 نمشة أو حبرة لكل إنش مربع.